# Pieterskerk (Leiden)

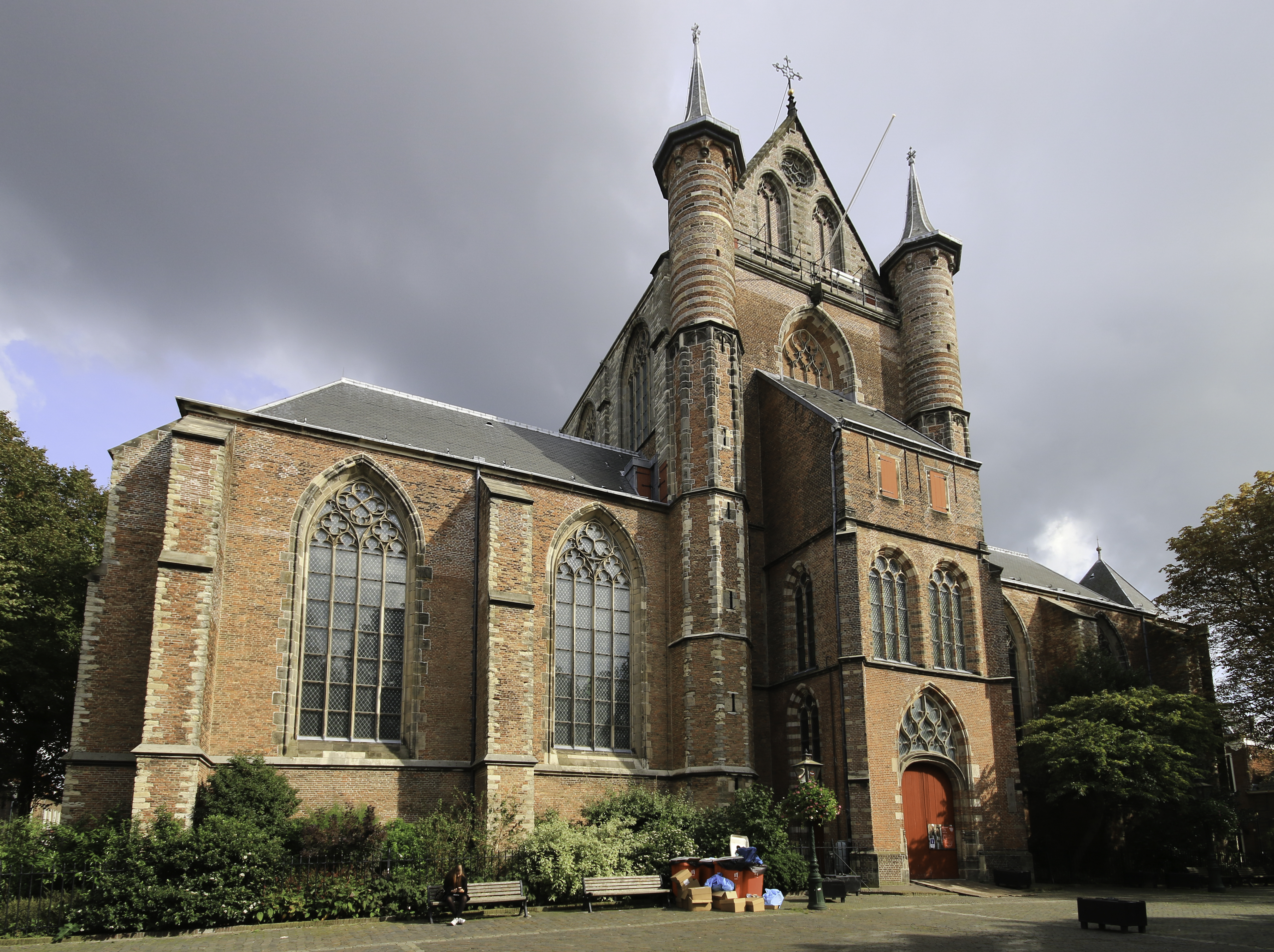
Pieterskerk von Westen

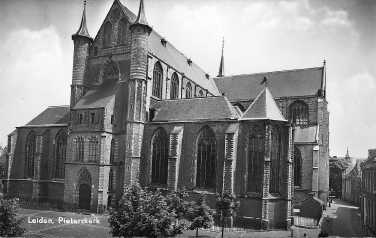
Die Pieterskerk in Leiden auf einer alten Postkarte

Die Pieterskerk ist eine spätgotische Kirche in der niederländischen Stadt Leiden.

## Geschichte
An der Stelle der heutigen Pieterskerk stand um 1100 eine Kapelle der Grafen von Holland, die 1121 durch einen Neubau ersetzt wurde. Seit 1268 war die Pfarrkirche unter dem Patrozinium der Heiligen Petrus und Paulus. 1300 wurde mit einem gotischen Neubau begonnen, der um 1350 vollendet war und einen 110 Meter hohen Turm hatte. 1390 setzte mit der Berufung des Baumeisters Rutger van Kampen der Bau der heutigen Kirche ein; die Arbeiten begannen am Chorraum, der 1412 vollendet wurde. Es folgten die Arbeiten am Mittelschiff und an den Seitenschiffen. 1512 stürzte der hohe Turm ein. In der Folgezeit wurde die Kirche nach Westen verlängert und das Querhaus erhöht. 1572 ging die Kirche an die Protestanten über. Im 17. Jahrhundert wurden kleine Häuser an die Kirche angebaut, von denen im Osten einige erhalten blieben. Die Universität Leiden nutzt die Kirche bei besonderen Anlässen als Aula. Seit 1975 wird sie nur vereinzelt für gottesdienstliche Anlässe genutzt und steht für diverse Zwecke zur Verfügung.

## Orgel

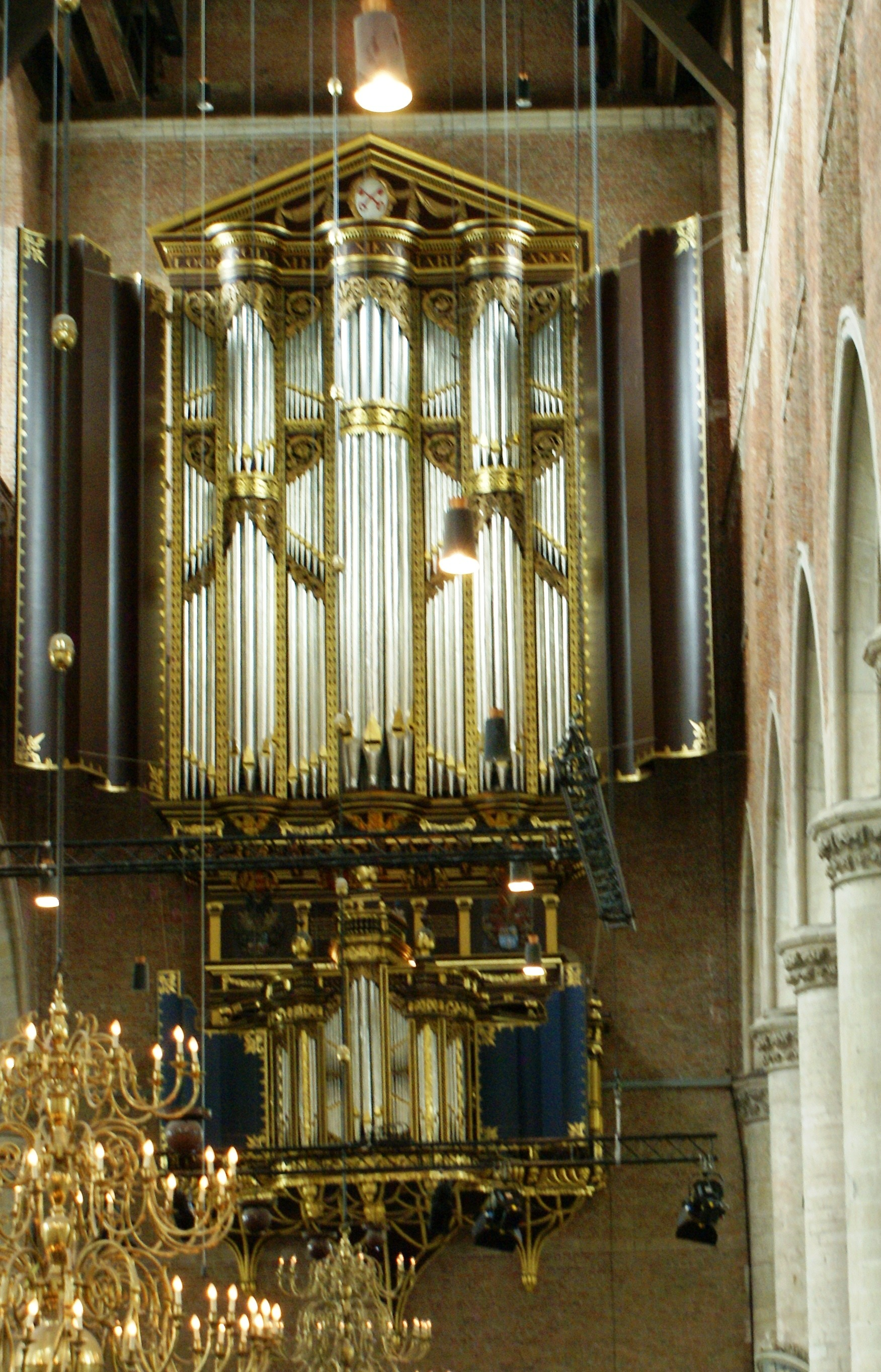
Hagerbeer-Orgel von 1643

Eine Orgel wurde um 1446 möglicherweise von Jacob van Bilsteyn an der Westwand errichtet. Nach dem Einsturz des Turms im Jahr 1512 stellte Jan van Covelen das Instrument in den Jahren 1518/1519 wieder her und erweiterte es auf drei Manuale. Jan Kerstantszoon schuf 1541 ein neues Rückpositiv und passte die Verzierungen an den Stil der Renaissance an. Jan Jacobszoon van Lin fertigte 1628/1629 ein neues Gehäuse für das Rückpositiv an. Der Orgelbauer Galtus Germer van Hagerbeer erbaute die Orgel 1643 neu einschließlich eines neuen Hauptgehäuses, wobei Pfeifenmaterial aus dem 15. und 16. Jahrhundert wiederverwendet wurde. Die Flügeltüren wurden 1807 verkauft. Die Brüder Lohman bauten die Orgel 1843–1846 in ein romantisches Werk mit neuen Windladen und zusätzlichen Registern um. 1943–1946 folgte eine Restaurierung durch Gerrit van Leeuwen und 1960 eine weitere. Die Firma Verschueren Orgelbouw rekonstruierte 1994–1998 den Zustand von 1643 ohne Kompromisse.
Das bedeutende Instrument verfügt über 36 Register auf drei Manualen und Pedal. Die Prestant- und Oktavregister sind in den höheren Lagen alle doppelchörig, ebenso Quintanus, Nasard und beide Sifflet, ausgenommen Octaaf 8′ und 4′ im Pedal. Einige Manualregister sind geteilt in Bass und Diskant (h0/c1 für Rückpositiv, Oberwerk und Koppel; d0/es0 im Hauptwerk), die Stimmung ist mitteltönig bei a1 = 417 Hz. Die Disposition lautet wie folgt:
| I Rückpositiv CDE–c3 |       |                |
| Prestant             | 08′   | 1643/1998      |
| Quintadeen           | 08′   | 1518/1643/1687 |
| Octaaf               | 04′   | 1518/1643/1687 |
| Holpijp              | 04′   | 1518/1643      |
| Superoctaaf          | 02′   | 1518/1643      |
| Quintanus            | 1 ⁄2′ | 1643/1998      |
| Sifflet              | 01′   | 1643/1998      |
| Sesquialtera II D    | 2 ⁄3′ | 1998           |
| Mixtuur III–VIII     |       | 1518/1687/1998 |
| Scherp IV–VI         |       | 1518/1998      |
| Cornet V D           |       | 1745/1998      |
| Schalmei             | 08′   | 1518/1998      |
| Tremulant            |       |                |

| II Hauptwerk F1G1A1–c3 |     |                |
| Prestant               | 16′ | 1446/1643/1998 |
| Bourdon D              | 16′ | 1998           |
| Prestant               | 08′ | 1446/1643/1998 |
| Octaaf                 | 04′ | 1446/1643      |
| Mixtuur IV–VIII        |     | 1446/1643/1998 |
| Groot Scherp VI–X      |     | 1446/1998      |
| Klein Scherp IV–VIII   |     | 1446/1998      |
| Trompet D              | 08′ | 1998           |

| III Oberwerk CDE–c3 |       |           |
| Prestant            | 08′   | 1643/1998 |
| Holpijp             | 08′   | 1518/1643 |
| Quintadeen          | 08′   | 1643/1998 |
| Octaaf              | 04′   | 1643/1998 |
| Superoctaaf         | 02′   | 1643/1998 |
| Gemshoorn           | 02′   | 1518/1643 |
| Nasard              | 1 ⁄2′ | 1643/1998 |
| Sifflet             | 01′   | 1643/1998 |
| Tertiaan I          |       | 1643/1998 |
| Sesquialter II D    |       | 1998      |
| Trompet             | 08′   | 1998      |
| Vox Humana          | 08′   | 1687      |
| Tremulant           |       |           |

| Pedal CDE–d1 |     |           |
| Octaaf       | 08′ | 1446/1643 |
| Octaaf       | 04′ | 1446/1643 |
| Trompet      | 16′ | 1643/1998 |
| Trompet      | 08′ | 1998      |

- Koppeln: I/II (in B/D geteilt)

Anmerkungen
1. ↑  Klingend 16′, reale Länge bei F1 24′.
2. ↑  Klingend 8′, reale Länge bei F1 12′.
3. ↑  Klingend 4′, reale Länge bei F1 6′.
4. ↑  FGA–d1 als Suboktavkoppel angehängt an
F1G1A1–d Hauptwerk, mit gezogenem Prestant  16′ also 32′ klingend.